# 홍주종합경기장 보조경기장
홍주종합경기장 보조경기장(洪州綜合競技場補助競技場, Hongju Auxiliary Stadium)은 대한민국 충청남도 홍성군에 있는 스포츠 시설이다. 인조잔디 필드가 갖춰진 축구 경기장이 조성되어 있다.

## 참고 문헌
- “홍주종합경기장”. 홍성군청.
- 《전국 공공체육 시설 현황 (2017년말 기준)》. 대한민국 문화체육관광부. 2019.

## 같이 보기
- 홍주종합경기장